# Carlos Bremer
Carlos Manuel de la Luz Bremer Gutiérrez (Monterrey, Nuevo León; 1 de junio de 1960-San Pedro Garza García, 5 de enero de 2024), conocido como Carlos Bremer, fue un empresario y filántropo mexicano, socio del conglomerado Grupo Financiero Value. Como filántropo, participó en fundaciones internacionales y recibió algunos reconocimientos nacionales.

## Primeros años
Era hijo de Guillermo Bremer y de Sarita Gutiérrez, el cuarto de sus cinco hijos: Guillermo, Rodrigo, Bernardo, Carlos y Alberto, y nieto de Eduardo Bremer, médico migrante alemán instalado en Matamoros y Brownsville para dedicarse a negocios de boticas. En 1986, decidió instalarse en Monterrey, donde abrió la ‘Botica del León’, uno de los primeros pasos de la familia en el mundo de los negocios. Su padre, siguiendo los caminos de su abuelo, abrió la Casa Bremer.

## Carrera en los negocios
Carlos Bremer inició su carrera en el negocio familiar, Casa Bremer, que ofrecía diversas gamas de productos, desde helados hasta artículos deportivos y farmacéuticos. A los 12 años, comenzó a vender calculadoras de bolsillo a empresarios que eran amigos de sus padres. Adquiría estas calculadoras a un costo de 10 u 11 dólares en Estados Unidos y las revendía en México por 18 dólares. A los 14 años, emprendió su primer negocio significativo organizando viajes a Disneyland con sus compañeros de escuela. Generaba rentabilidad mediante negociaciones con los padres y agencias de viajes. Motivado por el éxito y la rentabilidad de los arcades en Estados Unidos, Bremer ahorró dinero para abrir su propio negocio de videojuegos. Sin embargo, enfrentó un fracaso debido a la capacidad limitada de los niños en su vecindario. Aunque cerró el negocio, él considera esta experiencia como crucial, marcándolo para siempre con la lección de tener siempre un plan de contingencia.El interés de Bremer en los mercados financieros fue tan fuerte que a los 15 años ya estaba proporcionando consejos de inversión a empresarios amigos de su padre.
Estudió contaduría pública en el Instituto Tecnológico de Estudios Superiores de Monterrey.
A los 19 años, en septiembre de 1979 ingresó a la casa de bolsa del grupo Banpaís que tenía planes de cerrar operaciones en diciembre del mismo año. Antes de cumplir los 20 años, como consejero de inversiones, contaba ya con 25 clientes a quienes les cobraba comisiones basadas en las ganancias obtenidas en sus inversiones. Gracias a la habilidad de Bremer para atraer clientes, el banco no solo evitó el cierre, sino que se recuperó y se convirtió en el líder indiscutible de la ciudad. En 1985, junto con el empresario Jorge Lankenau, fundó la casa de bolsa Ábaco, que se vio afectada por la crisis económica de 1988, llevándola a la bancarrota.
En 1993, Bremer fundó, Grupo Financiero Value junto con Javier Benítez Gómez, una empresa de intermediación bursátil que agrupa Value Casa de Bolsa, Fina Arrenda y Fina Factor. Desde 2010 era presidente del Consejo de Administración mismo que en 2024 fue relevado por José Kaún Nader.

## Filantropía
Bremer organizó y apoyó con su iniciativa personal, diversos eventos de filantropía en México con la estrategia de apoyar la educación a través del deporte. Así impulsó eventos y conferencias de emprendimiento, finanzas, negocios, deportes y espectáculos, con el fin de transmitir valores y disciplina. Se autodefinía como soldado de la educación y el deporte.

#### Cine y televisión
Carlos participó en el panel de empresarios del programa Shark Tank México un proyecto coproducido por Sony Pictures Television, SPT Networks y Claro Video desde su comienzo y durante las primeras 5 emisiones del programa. Como miembro del elenco original compartió pantalla con empresarios mexicanos como Arturo Elías Ayub, Rodrigo Herrera Aspra, Marcus Dantus, Ana Victoria García, y  Jorge Vergara. Tras ausentarse,  su lugar fue ocupado por Braulio Arsuaga.
Carlos fue además, productor la película Juego Perfecto (2010), donde se promueve la hazaña de los niños mexicanos que lograron el campeonato mundial de ligas pequeñas de Béisbol en 1957 en Williamsport. Apoyó la producción de la filmación de Campeones (2018), donde se describe la historia de la selección mexicana que ganó a Brasil en la Copa Mundial de Fútbol Sub-17 de 2007. Recibió agradecimiento en los créditos de la película Little Boy (2015), debido a su apoyo a los productores del proyecto.

#### Deporte
Bremer incentivó al deporte mexicano a través de un “Escala”, del cual han salido deportistas de nivel olímpico como la arquera Mariana Avitia medallista de bronce en Londres 2012. Apoyó a la delegación mexicana de Juegos Panamericanos de Lima 2019 con 544 atletas. Apoyó a destacados deportistas a nivel profesional como la golfista y campeona mundial Lorena Ochoa, el basquetbolista de la NBA, Eduardo Nájera, la raquetbolista y campeona mundial Paola Longoria, los boxeadores campeones mundiales Juan Manuel Márquez y Saúl “Canelo” Álvarez, al beisbolista de la MLB, Adrián González. 

#### Educación
Participó en la Fundación Clinton donde formó parte del 2002 al 2017, y como presidente honorario del Consejo Consultivo Estatal de Participación Ciudadana para la Educación del estado de Nuevo León, coordinando iniciativas en beneficio de niños y jóvenes del estado.

## Vida personal
Estuvo casado con Adriana Ibarra. Tuvieron cuatro hijos; Adriana, Carlos, Paulina y Marcelo. Carlos además, por medio de su hija Paulina, emparentó con la familia Creel.
El 2 de enero de 2024, Bremer experimentó un episodio de síntomas que fueron diagnosticados como preinfarto mientras se encontraba en su oficina, lo que llevó a su inmediata hospitalización. Tres días después de ello, falleció el 5 de enero de 2024 a los 63 años, derivado de complicaciones cardiacas.

## Reconocimientos
Su fervor por el deporte lo llevó a brindar un apoyo sólido a nivel nacional, lo cual le valió ser distinguido con el Premio Nacional de Deporte en 2016 y el reconocimiento al Valor Olímpico otorgado por el Comité Olímpico Mexicano.
Tras su fallecimiento, se llevaron a cabo distintos homenajes. Uno de ellos convocado por Fernando Landeros, presidente de la Fundación Teletón México, en la parroquia de San Josemaría Escrivá, en Santa Fe, en la Ciudad de México. En la que estuvieron presentes amistades como Emilio Azcárraga Jean, y Emmanuel.
Durante el tributo y homenaje póstumo que el gobierno de Nuevo León rindió al empresario, el gobernador Samuel García y la secretaria de Igualdad e Inclusión, Martha Herrera, en presencia de la familia Bremer, el alcalde de Monterrey, Luis Donaldo Colosio Rojas y Mariana Rodríguez, informaron que será develada una placa en memoria del empresario en el Domo Deportivo en que se construirá en el Macro Centro Comunitario de San Bernabé.